# Gordonia obtusa
Gordonia obtusa là một loài thực vật có hoa trong họ Theaceae. Loài này được Wall. ex Wight mô tả khoa học đầu tiên năm 1840.